# مطار شرق العوينات
مطار شرق العوينات هو مطار مصري يقع في أقصى جنوب غرب البلاد في جبل العوينات. وتبلغ مساحته 36 كم²2 ويخدم 100 راكب / ساعة ويحتوي مدرج رئيسي بطول 3500 م × 45 م بقوة تحمل (PCN (60 ويتسع لثماني طائرات. أنشئ المطار في ثلاث أشهر بتكلفة 20 مليون جنية لاستخدامة في تصدير الحاصلات الزراعية حيث مشروع شرق العوينات هي منطقة زراعية جديدة.

## مواصفات المطار
| الموقع       | مساحة المطار    | مبنى الركاب     | الممرات                                             | الترماك      | مجهز انارة ليلى                      |
| ------------ | --------------- | --------------- | --------------------------------------------------- | ------------ | ------------------------------------ |
| جنوب غرب مصر | 36025538689 كم2 | 100 راكب / ساعة | رئيسي بطول 3500 م × 45 م بقوة تحمل PCN : 60/F/A/W/U | يسع 8 طائرات | 01 CAT I 900 M LIH 19 SALS 420 M LIH |